# خزنده کلرادو
خزنده کلرادو (نام علمی: Coloraderpeton) نام یک سرده از تیره استخوانی‌سران است.